# Massa Martana
Massa Martana (a prop del lloc antic testificat del Vicus Martis Tudertium, a la Via Flamínia) és una ciutat i comune d'Itàlia de la província de Perusa, a la regió d'Úmbria, situada a la serralada dels Monts Martani, als Apenins. Es troba a 10 km al nord d'Acquasparta, 18 km al nord de San Gemini i 32 km al nord de Narni; 14 km al sud de Bastardo i 27 km al sud de Bevagna. L'1 de gener de 2018 tenia 3.742 habitants.
És una de les ciutats clàssiques emmurallades del centre d'Itàlia, i en la seva porta principal es poden veure diverses inscripcions antigues, incloent-hi una d'interès de l'època romana. La ciutat moderna s'ha estès cap al nord, seguint la carretera.

## Llocs d'interès
Dins el municipi hi ha tres esglésies romàniques ben conservades, cadascuna construïda en part de pedra romana, a les abadies de S. Fidenzio, de Santa Maria a Pantano i de San Faustino. L'església de l'abadia medieval de Santa Maria a Viepri va ser erigida al segle xii. El santuari modern de Colvalenza (a 6 km al sud-oest) atrau els pelegrins.
Hi ha moltes altres esglésies interessants.

## Terratrèmol de 1997
Els edificis de la ciutat emmurallada van patir danys importants en un terratrèmol el 12 de maig de 1997, un precursor de l'important terratrèmol de 1997 que va danyar gran part de l'Úmbria, inclosa la Basílica i la ciutat d'Assís. El municipi va celebrar la fi de les obres de restauració i la reobertura del nucli antic a l'agost del 2006, deu anys després del terratrèmol.